# からっぽ (ゆずの曲)
「からっぽ」は、ゆずの楽曲で、3枚目のシングル。1998年11月11日に発売。発売元はセーニャ・アンド・カンパニー。

## 解説
「からっぽ」のミュージック・ビデオ (PV) の撮影と「種」・「帰り道」のレコーディングは同じ場所で行われた。PVには、横浜市の公園にある一本の木が登場している。
シングル盤では、この「からっぽ」から公認ファンクラブ「ゆずの輪」会員募集のお知らせが記載された。
本当は『ゆず一家』に入れる予定だった。
自身唯一の縦向きデザインのシングル。

## 収録曲
1. からっぽ　（4:07）
  - 作詞・作曲: 岩沢厚治/ストリングスアレンジ：阿部雅士[1]
  - 岩沢が女性に告白された時、一度は断ったもののその後その女性を好きになってしまったという思い出を歌った曲である。
2. 種（2:24）
  - 作詞・作曲: 北川悠仁
  - リーダーの北川が初めて作った歌。公園でレコーディングされたために終わりのほうに鳥のさえずりが聞こえる。後に「YUZU LIVE CIRCUIT 2010 FUTATABI」のツアーで、バンジョーとカズーを取り入れたアレンジでリメイクされて発表された。
3. 帰り道　（2:52）
  - 作詞・作曲: 岩沢厚治
  - ギターとハーモニカとピアニカだけで構成された曲。

## 収録作品
- からっぽ　
  - ゆずえん
  - Home 1997-2000
  - YUZU 20th Anniversary ALL TIME BEST ALBUM ゆずイロハ 1997-2017
  - 歌時記 〜サクラサク篇〜(Live Version)
  - YUZU ARENA TOUR 2022 PEOPLE -ALWAYS with you-(Live Version)
- 種
※アルバム未収録
- 帰り道
※アルバム未収録